# Најаде
Најаде (грч. Ναιάδες) (лат. Naiades) у грчкој митологији су биле су водене нимфе које су господариле потоцима, изворима, рекама и фонтанама. Име Најада је изведено од речи (грч. νάειν) што значи „протицати“ или „тећи“, а називају их и Хидријадама или текућим дамама — „Hydriades“.

## Митологија
Међу Најадама, у најширем смислу су се убрајале и Океаниде, кћерке Титана Океана, којих је било преко три хиљаде, и Нереиде, кћерке морског бога Нереја, којих је било око сто. Најаде су, као што су Океаниде повезиване са сланом водом, а Нереиде са Средоземљем, биле повезиване са свежом, копненом водом — нимфе копнених вода — од које су у потпуности зависиле и када би се, Најадино водено тело осушило, она би умрла.
Нијаде су се, према месту обитовања, делиле на речне, језерске и изворска нимфе, а живот су већином проводиле у песми и игри.
Међу најомиљенијим пратиоцима Најада су били силени, сатири и панови, а од богова Аполон и Хермес као и богиња Артемида.
Најаде се деле на:
- Кринеје — Фонтане,
- Лимнатиде или Лимнаде — Језера,
- Пегеје — Извори,
- Потамиде — Реке, и
- Елиономе — Мочваре.

Најаде су биле склоне људима, пружајући влагу њиховим пољима и плодност ораницама, а неке Најаде, које су биле заштитнице минералних извора знале су и лечити људе. Нијаде су имале различите судбине. Неке од Најада су живеле на Олимпу, а оне које су живеле са смртним мужевима, најчешће су имале несретну судбину.

## Култ Најада
Најаде су биле поштоване као богиње, а млади су им посвећивали увојке своје косе, и, ритуално, утапањем у воду, жртвовали животиње. Поред извора и речних токова, баш због Нијада, често су пребивале и пророчице.
Грци, а после њих су то наставили и Римљани, су поштовали нимфе Најаде приносећи им жртве и градећи им светилишта и храмове у природи, а и у градовима.
Сачуван је велик број уметничких предмета са ликовима Нијада, као што су осликане вазе, рељефи, кипови и мозаици. Њихови скулптуре су и данас омиљен украс фонтана, а посебно се истиче Рутелијева „Фонтана Најада“ на римскоме тргу Еседри. Имена Најада могу се уочити и на прамцима бродова у средоземљу .